# Daniel Kölbl
Daniel Kölbl (* 29. Oktober 1993 in Elmshorn) ist ein deutscher Politiker (CDU) und seit 2025 Mitglied des Deutschen Bundestages.

## Leben

### Ausbildung und Studium
Kölbl wuchs im Kreis Pinneberg auf, besuchte von 2000 bis 2004 die Fritz-Reuter-Schule (Grundschule) in Tornesch und von 2004 bis 2013 das Ludwig-Meyn-Gymnasium in Uetersen. Das Abitur legte er mit der Note 1,3 ab. Anschließend absolvierte er von 2013 bis 2015 eine Berufsausbildung als Bankkaufmann und zugleich von 2013 bis 2016 ein Duales Studium in Business Administration, das er als Bachelor of Science abschloss. Von 2016 bis 2019 studierte er berufsbegleitend Global Management and Governance mit dem Abschluss Master of Science.

### Beruf
Ab 2013 war Kölbl bei der Hamburger Sparkasse tätig, zunächst in der Beratung von Privatkunden, von 2015 bis 2016 im Firmenkundengeschäft und von 2016 bis 2017 im Bereich der Finanzierung und Betreuung von Existenzgründern. Von 2017 bis 2018 war er in der Unternehmenskunden-Akquisition tätig und von 2018 bis Ende 2019 im Kompetenzcenter Heilberufe. Zum Beginn des Jahres 2020 wechselte er von der Hamburger Sparkasse zur IKB Deutsche Industriebank, wo er Firmenbetreuer im Mittelstandsgeschäft ist. Seit April 2024 ist er dort Abteilungsdirektor.

### Partei
Kölbl trat 2012 in die CDU ein. Von 2013 bis 2014 war er stellvertretender Vorsitzender der Jungen Union Tornesch-Uetersen und anschließend bis 2016 deren Vorsitzender. Ab 2013 war er Vorstandsmitglied im CDU-Stadtverband Tornesch und ist seit November 2015 Stadtverbandsvorsitzender der CDU Tornesch. Zudem ist er seit Ende 2017 Vorstandsmitglied im CDU-Kreisverband Pinneberg.

### Kommunalpolitik
Von 2013 bis 2018 war Kölbl Bürgerliches Mitglied im Ausschuss für Jugend, Sport, Soziales, Kultur und Bildung der Stadt Tornesch, ist seit 2018 Ratsmitglied in Tornesch sowie Mitglied des Kreistages des Kreises Pinneberg. Seit 2023 ist er Bürgervorsteher der Stadt Tornesch und erster stellvertretender Landrat des Kreises Pinneberg.

### Bundestag
Bei der Bundestagswahl 2025 kandidierte Kölbl im Bundestagswahlkreis Pinneberg, wo er mit 31,8 Prozent der Erststimmen direkt in den 21. Deutschen Bundestag gewählt wurde. Er löste Ralf Stegner (SPD) ab, der jedoch über die Landesliste in den Deutschen Bundestag einziehen konnte. Kölbl selbst stand auf Platz 9 der CDU-Landesliste Schleswig-Holstein.
Im 21. Deutschen Bundestag ist Kölbl ordentliches Mitglied im Verkehrsausschuss sowie stellvertretendes Mitglied im Innenausschuss und im Finanzausschuss.

### Privates
Kölbl spielt Tischtennis und wohnt in Tornesch.